# Colmar von der Goltz
Wilhelm Leopold Colmar Freiherr von der Goltz (Bielkenfeld, 12. kolovoza 1843. – Bagdad, 19. travnja 1916.) je bio pruski feldmaršal, turski paša i vojni povjesničar.

## Vojna karijera
Rođen je u Istočnoj Pruskoj u mjestu Bielkenfeld u osiromašenoj plemićkoj obitelji. Njegov otac nije napredovao u vojsci dalje od čina potporučnika ni nakon 19 godina službe. Podjednako neuspješan je bio i u poljoprivredi. Otac mu je umro od kolere kad je Colmar imao samo šest godina.
Colmar je 1861. počeo služiti vojni rok kao niži časnik, a od 1863. do 1864. bio je graničar u Toruńu. Upisao je vojnu akademiju 1864., ali privremeno prekida studije 1866. zbog sudjelovanja u Austrijsko-pruskom ratu, u kojem je i ranjen. Tijekom 1867. pridružuje se topografskoj sekciji glavnog stožera, pa je početkom Prusko-francuskog rata bio u stožeru zapovjednog generala pruske druge armije princa Friedricha Karla Nikolausa. Sudjelovao je u dvije bitke i u opsadi Metza. Poslije toga je sudjelovao u kamapanji u Loirei, uključujući bitke kod Orleansa i Le Mansa.
Postao je 1871. profesor vojne škole u Potsdamu. Unaprijeđen je u satnika i postavljen je u povijesni odjel glavnog stožera. Tada je napisao djelo "Operacije druge armije do predaje Metza" i "Sedam dana Le Mansa". Oba djela je napisao 1873. Tijekom 1874. postao je stožerni časnik 6. divizije i tada je napisao "Operacije druge armije na Loirei" (1875.) i "Léon Gambetta i njegove vojske" (1876.). Zadnje djelo je odmah prevedeno na francuski i mnogi povjesničari ga smatraju njegovim najoriginalnijim doprinosom vojnoj literaturi. Zbog toga djela je premješten, ali nakon nekoga vremena je vraćen u povijesni odjel. Na vojnoj akademiji u Berlinu je predavao vojnu povijest od 1878. Tu je ostao 5 godina i unaprijeđen je u bojnika. Tu je ponovo napisao nova djela.

## Služba u Osmanskom Carstvu
Sultan Abdul Hamid II. je 1883. tražio da mu Njemačko Carstvo pomogne pri reorganizaciji osmanske vojske. Barun von der Goltz je poslan u Osmansko Carstvo gdje je 12 godina. Poslije nekoliko godina dobio je titulu paše, a 1895., upravo prije povratka u Njemačku imenovan je muširom (feldmaršalom). Nazivali su ga Goltz paša. Turska vojska je bila značajno unaprijeđena, tako da se dobro ponijela u Grčko-turskom ratu 1897. godine.
Kada se vratio u Njemačku postao je general poručnik i zapovjednik 5. pješačke divizije. Generalom pješaštva je postao u siječnju 1900., dok je u siječnju 1902. postao zapovjednikom I. korpusa sa sjedištem u Königsbergu. Nakon manevara 1911. godine promaknut je u feldmaršala, te je umirovljen.

## Poziv i aktiviranje
Kada je izbio Prvi svjetski rat pozvan je iz mirovine, aktiviran i postavljen za vojnog guvernera Belgije. Bio je nemilosrdan prema ostatcima belgijskog otpora. Belgijski pokret otpora je uglavnom djelovao snajperima i oštećenjima željeznice i telegrafskih linija. Naredio je da se moraju bez milosti kažnjavati ne samo oni koji su u pokretu otpora, nego da moraju biti kažnjena sva naselja oko mjesta gdje se desi napad na željeznicu ili telegrafske linije. Naredio je da se iz sela blizu važnih objekata uzmu taoci i da se taoci ubiju ako se dogodi napad.

## Mezopotamijska kampanja
Von der Goltz se u Belgiji nije dugo zadržao. Postao je vojni savjetnik sultana Mehmeda V., koji je u suštini bio bez prave vlasti. Goltz se nije slagao sa šefom njemačke misije u Osmanskom Carstvu Ottom Limanom von Sandersom, kao niti s Enver pašom koji je bio nosioc stvarne vlasti u Osmanskom Carstvu koji također nije bio sklon von der Goltzu. Međutim, kada su Britanci u Mezopotamijskoj kampanji počeli napredovati prema Bagdadu, Enver paša je sredinom listopada 1915. postavio von der Goltza na čelo 5. armije. Goltz je osmanskim snagama zapovijedao tijekom Bitke kod Ctesiphona 1915. Bitka je završila neriješeno, jer su se poslije bitke obje strane povukle. Ipak Britanci više nisu napredovali prema Bagdadu, nego su nastavili s povlačenjima, a von der Goltz ih je slijedio. Pošto su Britanci odlučili da se ne povuku do Basre, nego da se utvrde u Kutu, von der Goltz je započeo opsadom Kuta. Opsada Kuta je trajala od 7. prosinca 1915. do 29. travnja 1916. Turska vojska pod Goltzovim zapovjedništvom morala se boriti protiv britanskih pokušaja da se oslobodi garnizon u Kutu, a u isto vrijeme da drži Kut pod opsadom. Britanci su tri puta pokušali proboj opsade, ali bili su to bezuspješni pokušaji. Poslije prvog pokušaja prodora general Nixon je smijenjen i zamijenjen generalom Lakeom. Britanci su imali 23.000 žrtava u pokušajima proboja opsade. Britanci su se predali u Kutu 29. travnja 1916., pa je 8,000 vojnika završio u osmanskom zarobljeništvu. Više od polovine britanskih vojnika je umrlo u ratnom zarobljeništvu zbog prisilnog teškog rada.

## Smrt
Goltz je umro 19. travnja 1916., dva tjedna pred pad Kuta. Postojale su glasine da nije umro od tifusa, nego da su ga otrovali turski časnici. Postojala je mogućnost da su proradili nacionalistički osjećaji među turskim očasnicima, jer činjenica je da je osmanska vojska pobijedila u Mezopotamiji samo pod zapovjedništvom paše Goltza. Poslije njegove smrti osmanska vojska više nije pobijedila ni u jednoj bici u Mezopotamiji.
Goltz je bio kratko uključen i u događaje tijekom Armenskog genocida. Početkom 1916. dogodila se pobuna Armenaca. Goltz je pregovarao s Armencima i obećao im da neće biti deportirani ako se predaju. Goltz nije mogao ispuniti svoje obećanje, jer su turske vlasti deportirale Armence.

## Djelomičan popis radova
- Feldzug 1870-71. Die Operationen der II. Armee. Berlin, 1873.
- Angeline. Stuttgart, 1877.
- Leon Gambetta und seine Armee. Berlin, 1877.
- Rossbach und Jena. Studien über die Zustände und das geistige Leben der preußischen Armee während der Uebergangszeit von XVIII. zum XIX. Jahrhundert. Berlin, 1883.
- Das Volk in Waffen, ein Buch über Heerwesen und Kriegführung unserer Zeit. Berlin, 1883.
- Ein Ausflug nach Macedonien. Berlin, 1894.
- Kriegführung. Kurze Lehre ihrer wichtigsten Grundsätze und Formen. Berlin, 1895.
- Anatolische Ausflüge, Reisebilder von Colmar Freiherr v. d. Goltz; mit 37 Bildern und 18 Karten. Berlin, 1896.
- Krieg- und Heerführung. Berlin, 1901.
- Von Rossbach bis Jena und Auerstedt; ein Beitrag zur Geschichte des preussischen Heeres. Berlin, 1906.
- Von Jena bis Pr. Eylau, des alten preussischen Heeres Schmach und Ehrenrettung; eine kriegsgeschichtliche Studie von Colmar Frhr. v. d. Goltz. Berlin, 1907.
- Jung-Deutschland; ein Beitrag zur Frage der Jugendpflege. Berlin, 1911.
- Kriegsgeschichte Deutschlands im neunzehnten Jahrhundert. Berlin, 1910-1912.
- 1813; Blücher und Bonaparte, von Feldmarschall Frhn. v. d. Goltz. Stuttgart i Berlin, 1913.

## Vanjske poveznice
- Biography of Baron von der Goltz at First World War.com
- Short biography of the Baron on Spartacus.net